# Sericogyra metallica
Sericogyra metallica är en snäckart som beskrevs av B.A. Marshall 1988. Sericogyra metallica ingår i släktet Sericogyra och familjen Seguenziidae. Inga underarter finns listade i Catalogue of Life.